# Los Bitchos
Los Bitchos est un groupe de rock psychédélique entièrement instrumental, originaire de Londres, en Angleterre. Le groupe mélange des influences allant de la cumbia au garage rock. 

## Histoire

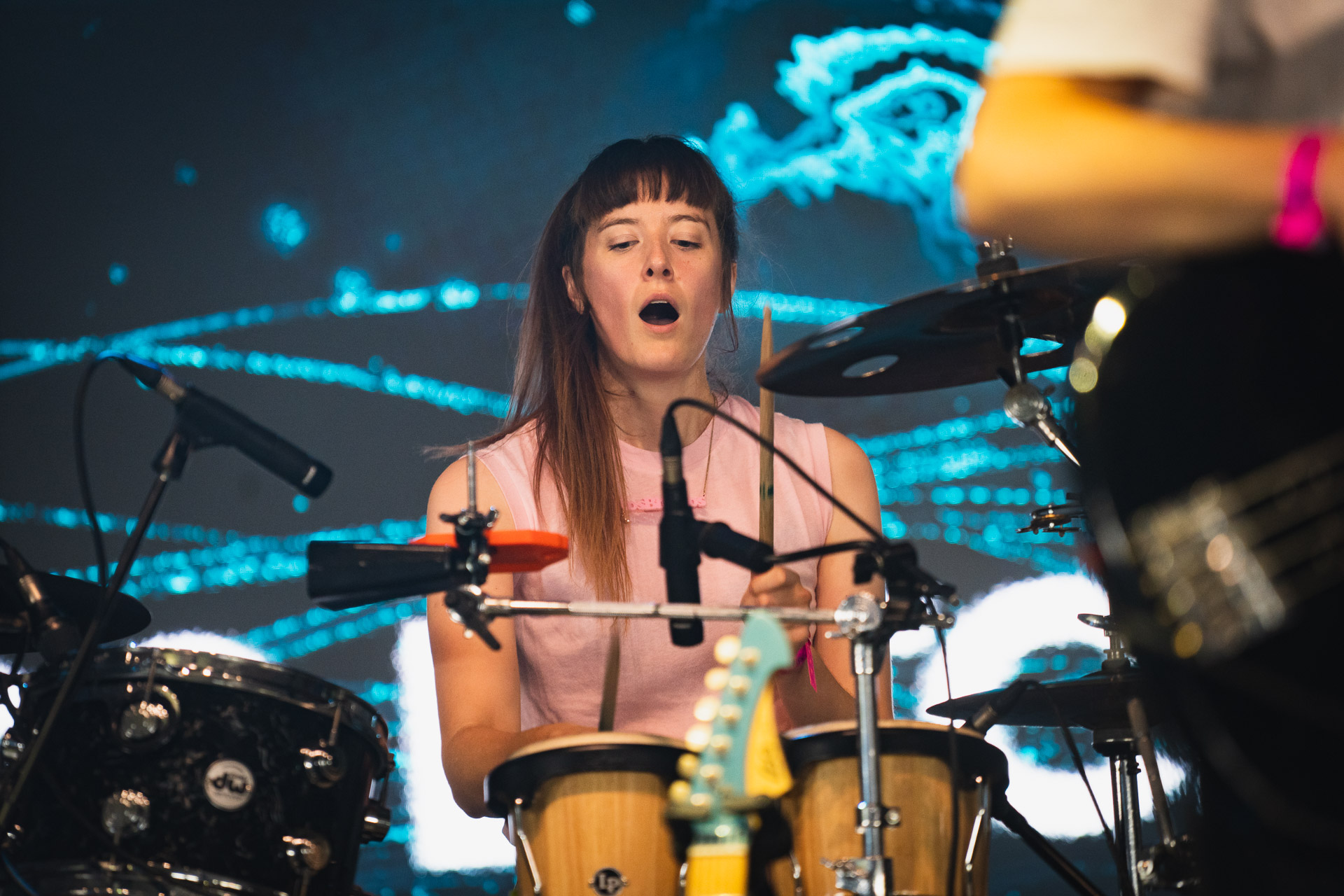
Nick Crawshaw au Wide Awake Festival en septembre 2021.

Le nom du groupe est un jeu de mots avec l’espagnol « bichos », insectes et le mot anglais « bitches », chiennes. Il se forme à Londres : « Dans quel autre endroit pourraient se rencontrer une Suédoise, une Uruguayenne, une Australienne et une Anglaise pour former un groupe ? » Les premières chansons du groupe sont plutôt punk.
Le groupe est repéré dès ses débuts par Alex Kapranos (chanteur de Franz Ferdinand), qui devient leur producteur après les avoir vues à un concert amateur.
Elles sortent leur premier album, Let the Festivities Begin!, produit par Kapranos. Leur musique se démarque par son côté kitsch et psychédélique, le fait d'être entièrement instrumental, et ses influences latines et caribéennes.
Les compositions musicales sont signées par Serra Petale. Lors de leurs debuts, le groupe a tenté d'ajouter des textes mais y a ensuite renoncé car « aucune d’entre nous ne sait passablement chanter ». Les compositions sont donc actuellement exclusivement instrumentales.

## Membres
- Serra Petale - guitare. Elle est née en Australie et à moitié turque[5].
- Agustina Ruiz - clavier/keytar, uruguayenne[5]
- Josefine Jonsson - basse, suédoise[5]
- Nic Crawshaw - batterie, la seule londonienne native du groupe[5].

## Discographie
- 2022 : Let the Festivities Begin!, City Slang
- 2024 : Talkie Talkie, City Slang